# Adil Khan
Adil Khan, född 3 februari 1983 i Oslo, Norge, är en norsk dansare och skådespelare med punjabi/pashtunsk härkomst. Khan hamnade i rampljuset när han vann Dansefeber  (den norska versionen av ”So You Think You Can Dance”, som sändes på TVNorge i mars 2006).

## Bakgrund
Adil Khan föddes som Adil Thathaal i Oslo, Norge. I sin tidiga barndom bodde han på Munkelia, Oslo. Familjen flyttade till Grønland i Oslo och sedan till ett område vid Ullevål Stadion. Adils far är från Punjab i Pakistan och hans mor är pashtunsk med rötter i Pakistan och Afghanistan. Adil Khan är yngre bror till filmskaparen och människorättsaktivisten Deeyah Khan.

### Musik och dans
Khan kommer från en konstnärsfamilj. På grund av faderns verksamhet inom musik och konst började Adil, liksom sin syster Deeyah, lära sig musik från en mycket tidig ålder. Han studerade musik i flera år[var?] vilket gav honom en god plattform till sin karriär inom musikaler.
Under 2009 var Adil Khan inbjuden att sjunga Michael Jacksons ”Man in the Mirror” för Auma Obama, syster till president Barack Obama. Programmet organiserades av den norska statskanalen NRK1 i samband med en insamling för Afrika.
1997 fattade Khan intresse för breakdance. Tillsammans med några vänner grundade han år 1999 dansgruppen Floor Knights. Han lade till egna nyanser av breakdance, och gjorde sig ett namn i B.boys-miljön. Khan har också bott i Köpenhamn där han var medlem i breakdance-gruppen Natural Effects. Adil Khan har vunnit flera danstävlingar i Norge och utomlands, som B-boy Rumble 1999 (norska mästerskapen), Scandinavian Battle Of The Year 2001 (skandinaviska mästerskapen) och Time 2 Battle i Malmö (skandinaviskt mästerskap). Adil Khans stora genombrott kom 2006 när han vann ”Dansefeber”. Denna seger gav honom nationell kändisstatus i Norge. Khan ville förbättra sina danskunskaper, så direkt efter att ha vunnit Dansefeber, reste han till Los Angeles. Där han blev medlem i ”Quest Crew” (vinnarna av tredje säsongen av America's Best Dance Crew).

### Skådespelare
Efter att ha vunnit ”Dansefeber” fick Khan ett erbjudande från norska nationalteatern. Hans skådespelardebut kom 2006 i Oslo Nye Teater som Bernardo i West Side Story. Han flyttade en tid till Los Angeles, men återvände till Norge 2007 för att fortsätta arbeta som skådespelare. Första rollen efter hemkomsten var i Nøtteknekkeren. För sin roll som Mowgli i Jungelboka (Djungelboken) nominerades han till Heddaprisen i kategorin för bästa manliga huvudroll.

### Norske Talenter
Adil Khan tjänstgör som domare vid Norske Talenter från 2011.

## Utmärkelser och priser
- 2006: Røykeprisen[6][7]
- 2006-2007: FRI-ambassadör för Norska hälsodirektoratet[8]
- 2008: Oslo bys kunstnerpris[9]

## Skådespelarkarriär
| Film/TV | Film/TV           | Film/TV | Film/TV                                                   | Film/TV    | Film/TV              |
| År      | Tittel            | Rolle   | Kommentar                                                 | Produktion | Regissör             |
| ------- | ----------------- | ------- | --------------------------------------------------------- | ---------- | -------------------- |
| 2012    | Spelets regler    | Pramit  |                                                           |            | Charlotte Brändström |
| 2011    | Taxi              | Javar   | Nomination till Gullruten för bästa manliga skådespelare. | NRK Drama  | Ulrik Imtiaz Rolfsen |
| 2010    | Hjerte til hjerte | Adil    |                                                           | NRK        | Marit Åslein         |

| Teater | Teater                    | Teater         | Teater                                                      | Teater                     | Teater               |
| År     | Titel                     | Roll           | Kommentar                                                   | Produktion                 | Regissör             |
| ------ | ------------------------- | -------------- | ----------------------------------------------------------- | -------------------------- | -------------------- |
| 2010   | Trollbyen                 | Hans           |                                                             | Oslo Nye Teater            | Catrine Telle        |
| 2010   | Spring Awakening          | Moritz         |                                                             | Oslo Nye Teater            | Kjersti Horn         |
| 2009   | Jungelboka (Djungelboken) | Mowgli         | Nomination till Heddaprisen för bästa manliga skådespelare. | Det norske teatret         | Erik Ulfsby          |
| 2008   | @lice                     | Amo            | Filmas och sänds år 2009 av NRK2                            | Riksteatret/Rikskonsertene | Kjersti Alveberg     |
| 2007   | Nøtteknekkeren            | Nøtteknekkeren |                                                             | Centralteatret             | Steen Koerner        |
| 2006   | West Side Story           | Bernardo       |                                                             | Oslo Nye Teater            | Svein Sturla Hungnes |